# مرکز تجارت جهانی پنج
مرکز تجارت جهانی پنج یک آسمان‌خراش واقع در ایالت نیویورک، ایالات متحده آمریکا می‌باشد. ساخت و ساز این ساختمان ۹ سپتامبر ۲۰۱۱ شروع شده‌است. معمار این بنا کون پدرسون فاکس است. تعداد طبقاتش ۴۲ است.